# Maués (Amazonas)
Maués, amtlich Município de Maués, ist eine brasilianische Gemeinde im Bundesstaat Amazonas in der Mesoregion Central-Amazonas in der Mikroregion Parintins. Die Gemeinde wird Stadt des Guaraná genannt. Die Stadt ist von der Fläche die 24. größte in Brasilien.

## Geschichte
Der Ort wurde 1798 am rechten Ufer des Rio Maués-Açu gegründete. Anfangs wurde die Siedlung Luséia genannt. Die Karmeliter gaben ihr den Namen Maués. Am 25. Juni 1833 wurde die Ansiedlung zur Vila und am 4. Mai 1896 mit Selbstverwaltungsrecht zur Município de Manés erhoben. Das Gründungsjahr 1833 ist im Stadtwappen verankert.

## Geografie

### Lage
Die Stadt liegt 356 km von der Hauptstadt des Bundesstaates (Manaus) entfernt.
Nachbarstädte sind im Süden Apuí, im Westen: Borba, Nova Olinda do Norte, Itacoatiara, im Norden: Urucurituba, Boa Vista do Ramos, Barreirinha und im Osten: Jacareacanga, Itaituba, Aveiro, Juruti.

### Klima
In der Stadt herrscht Tropisches Klima (Monsun) (Am). Die Höchsttemperaturen liegen bei 31 °C, die tiefste Durchschnittstemperatur bei 21 °C.

### Vegetation
Die Umgebung der Stadt besteht aus dichtem tropischem Regenwald.

### Gewässer
Die Stadt liegt am Rio Maués-Açu.

## Verkehr
Die Stadt hat einen Flughafen (IATA: MBZ, ICAO: SWMW).

## Religion
| Religion       | Anteil % |
| -------------- | -------- |
| Katholiken     | 82,2 %   |
| Protestanten   | 15,8 %   |
| Mormonen       | 0,2 %    |
| Spiritisten    | 0,1 %    |
| Zeugen Jehovas | 0,1 %    |
| Ohne Religion  | 1,6 %    |

## Wirtschaft
Hauptwirtschaftszweig ist die Landwirtschaft mit der Aufzug von Nutztieren und dem Anbau von Guaraná.

## BIP und HDI
Das BIP lag 2018 bei 7988 Real pro Kopf, der HDI bei 0,588.

## Söhne und Töchter der Stadt
- Raimundo Carlos Goés Pinheiro (* 1973), katholischer Geistlicher und Kommunalpolitiker